# ميخائيل كورتني
ميخائيل كورتني (بالإنجليزية: Michael Courtney)‏ هو كاهن كاثوليكي ودبلوماسي أيرلندي، ولد في 5 فبراير 1945 في نينا ‏ في جمهورية أيرلندا، وتوفي في 29 ديسمبر 2003 في بوجومبورا في بوروندي.